# A-Rosa Brava
Die A-Rosa Brava ist ein 2010/11 gebautes Flusskreuzfahrtschiff der A-ROSA Flussschiff GmbH in Rostock. Das Schiff wird seit der offiziellen Indienststellung am 1. April 2011 neben den baugleichen Schwesterschiffen A-Rosa Aqua und A-Rosa Viva für Flusskreuzfahrten auf Rhein, Main und Mosel eingesetzt.

## Geschichte

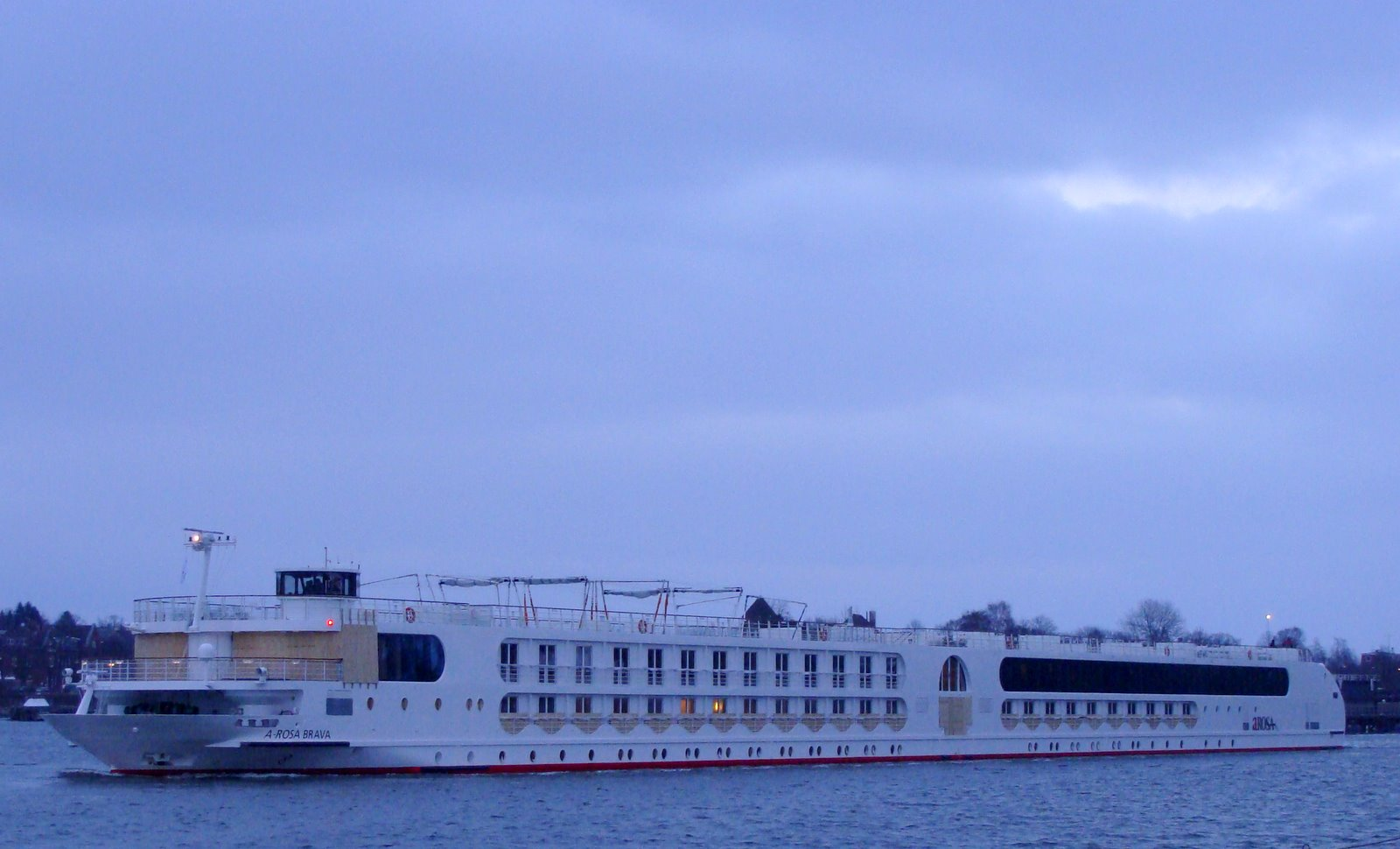
A-Rosa Brava bei der Überführung in Kiel-Holtenau

Kurz nach der Fertigstellung der A-Rosa Viva beauftragte die A-ROSA Flussschiff GmbH am 15. März 2010 die Neptun-Werft in Rostock-Warnemünde mit dem Bau eines dritten baugleichen Kabinenfahrgastschiffes für den Einsatz auf Rhein, Main und Mosel. Die Kiellegung erfolgte am 28. Juni 2010. Am 17. Februar 2011 wurde das neunte Flusskreuzfahrtschiff der Reederei während eines feierlichen Aktes unter Anwesenheit des Wirtschaftsministers von Mecklenburg-Vorpommern Jürgen Seidel übergeben. In der Folgewoche fuhr A-Rosa Brava mit eigener Kraft über Ostsee, Nord-Ostsee-Kanal, Nordsee, IJsselmeer und Rhein bis zum Deutzer Hafen in Köln. Die bruchgefährdeten Teile wurden zur Sicherheit für den Transfer mit Holzverkleidungen geschützt. Im Februar erfolgte die Endausstattung des Schiffes im Deutzer Hafen in Köln. Die feierliche Taufe fand am 1. April 2011 am Frankfurter Untermainkai statt. Taufpatin war Mirjam Brockmann, einer gemeinsam von der Reederei und RheinMainMedia als „maritimst-charmantesten Frankfurterin“ ausgesuchten Studienrätin. Seit dem 2. April wird sie im Plandienst eingesetzt.

## Ausstattung

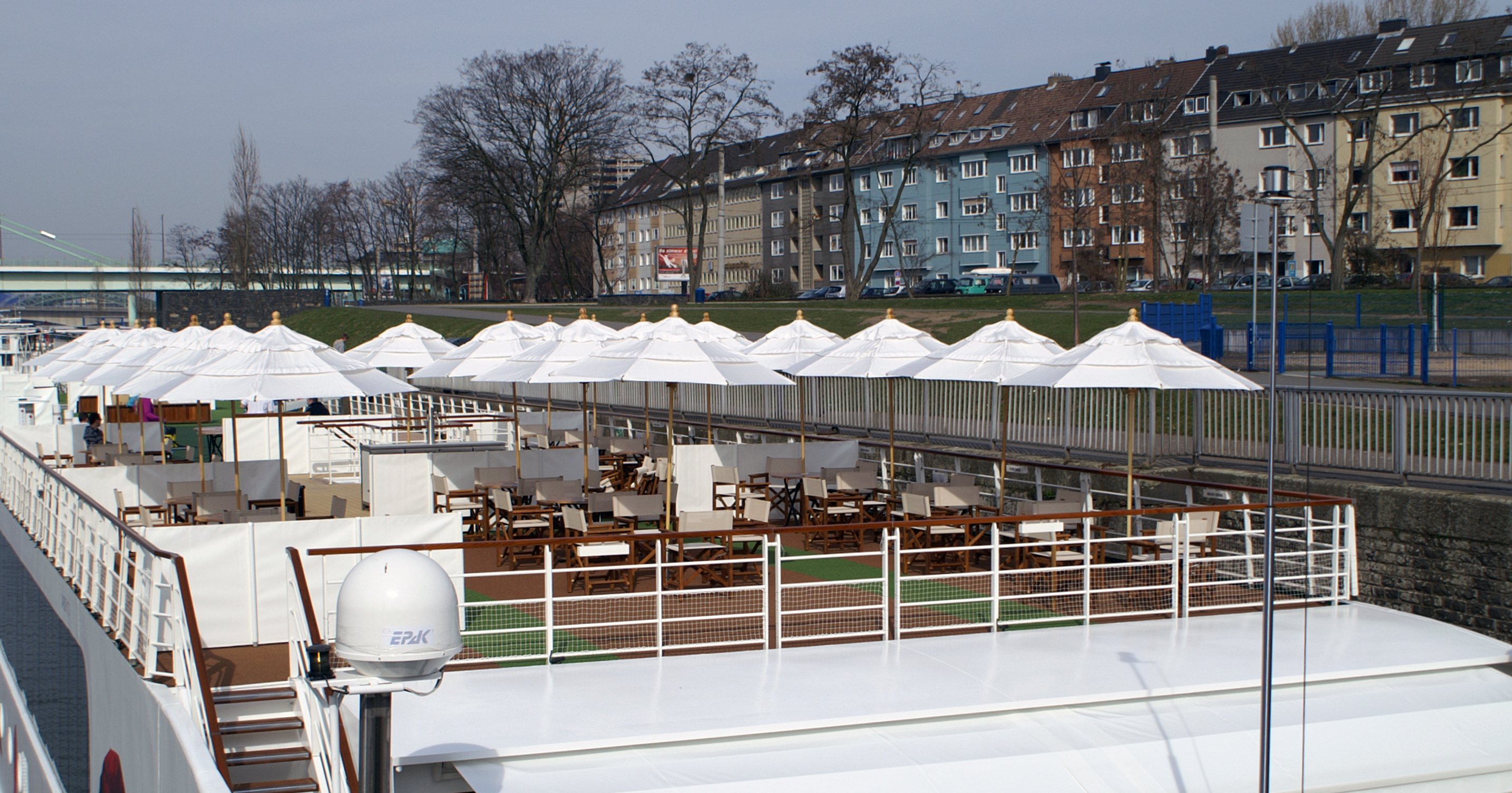
Außenbereich des Restaurants

Die A-Rosa Brava ist ein Dreideck-Kabinenschiff der 4-Sterne-Kategorie mit 99 Doppelkabinen à 14,5 m². Die Kabinen sind klimatisiert und sind jeweils mit einer Dusche und Flachbildfernsehern ausgestattet. Die 70 Einheiten auf dem Mittel- und Oberdeck verfügen über einen Französischen Balkon. Vier Kabinen können mit einem Zusatzbett ausgestattet werden. Die beiden unteren Decks sind als reine Wohnbereiche für die Passagiere ausgelegt. Die 32 Mannschaftskabinen befinden sich vorn und achtern im Unterdeck. Bugseitig wurde auf dem Oberdeck ein Wellness-Bereich mit Außenruhefläche und Whirlpool eingerichtet, dem sich 26 Doppelkabinen anschließen. In der Schiffsmitte liegt der Bordshop und ein Verkaufsbüro für Landausflüge. Der gastronomische Bereich mit Lounge, Weinstube, Restaurant mit offener Küche und Bar befinden sich in der hinteren Schiffshälfte. Auf dem Freideck befindet sich im hinteren Teil der Außenbereich des Restaurants mit 56 Plätzen. In der Schiffsmitte wurde ein Putting Green, ein Shuffleboard und ein Schachfeld angelegt. Auf der vorderen Schiffshälfte stehen den Reisenden hinter dem Steuerhaus rund 80 Liegestühle zur Verfügung. Große Teile des Freidecks können mit Sonnensegeln abgedeckt werden.

## Technik

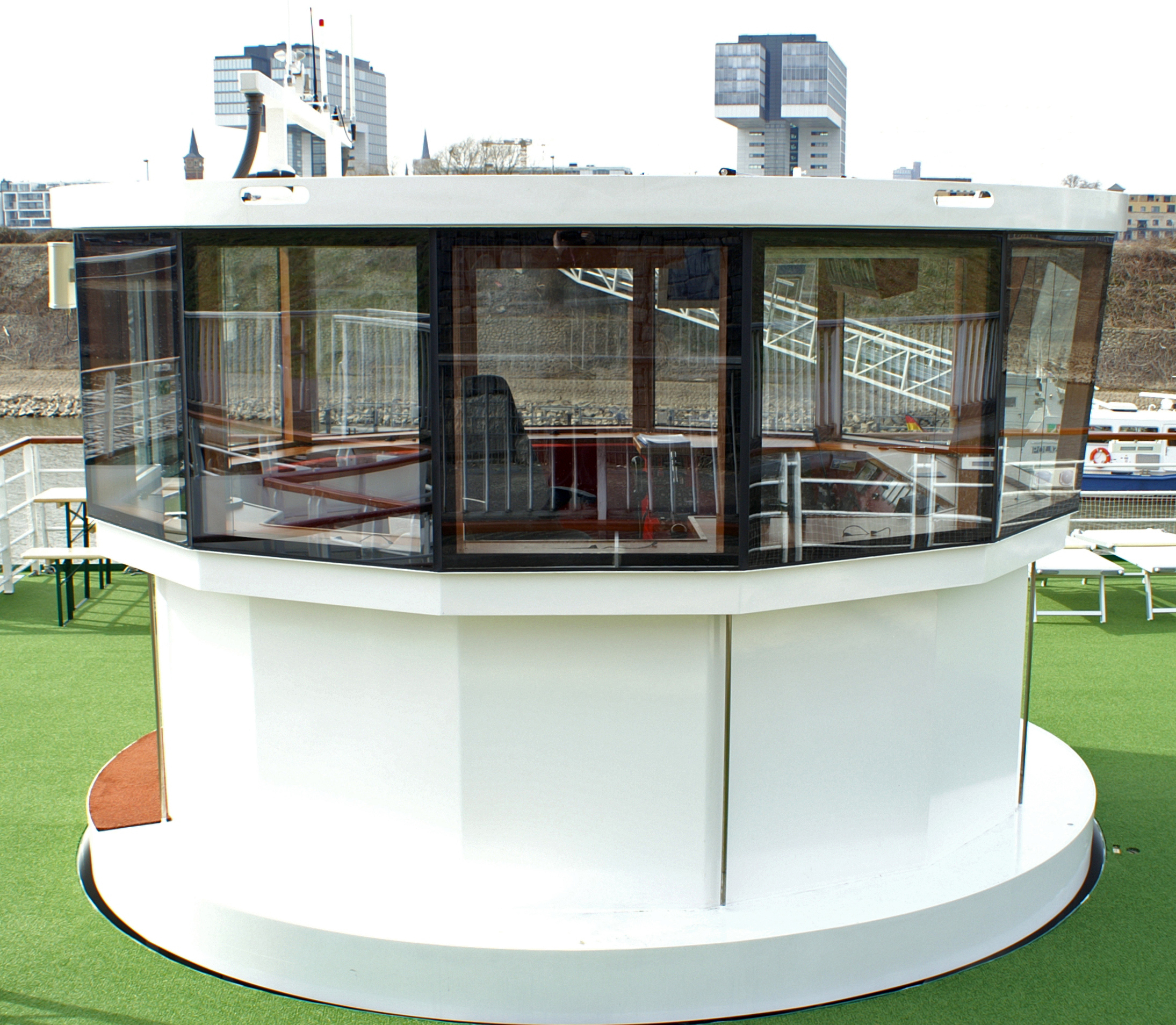
Das absenkbare Steuerhaus

Die A-Rosa Brava  wird von vier Dieselmotoren Volvo Penta D12-450MH(KC) über vier Schottel-Ruderpropeller STP 200 mit Twin-Propellern angetrieben, zusätzlich verfügt das Schiff über eine Bugstrahlanlage vom Typ Pump Jet-SPJ 82 von Schottel, die mit einem 405 kW starken Dieselmotor angetrieben wird. Das Schiff ist 135 m lang und 11,40 m breit. Der Tiefgang wird mit 1,60 m angegeben, die Höhe über Wasser mit 6,50 m. Durch Absenken von Steuerhaus, sowie Umlegen von Geländern und Sonnensegel kann die Höhe für Fahrten auf Gewässern mit niedrigen Brückendurchfahrten, wie Mosel und Main-Donau-Kanal verringert werden. Für das elektrische Bordnetz zur Versorgung der Hilfsmaschinen und des Hotelbetriebes stehen im Fahrbetrieb zwei Hilfsdieselgeneratoren mit 2 × 525 kVA und im Hafenbetrieb ein Dieselgenerator mit 280 kVA zur Verfügung.

## Fahrtgebiete

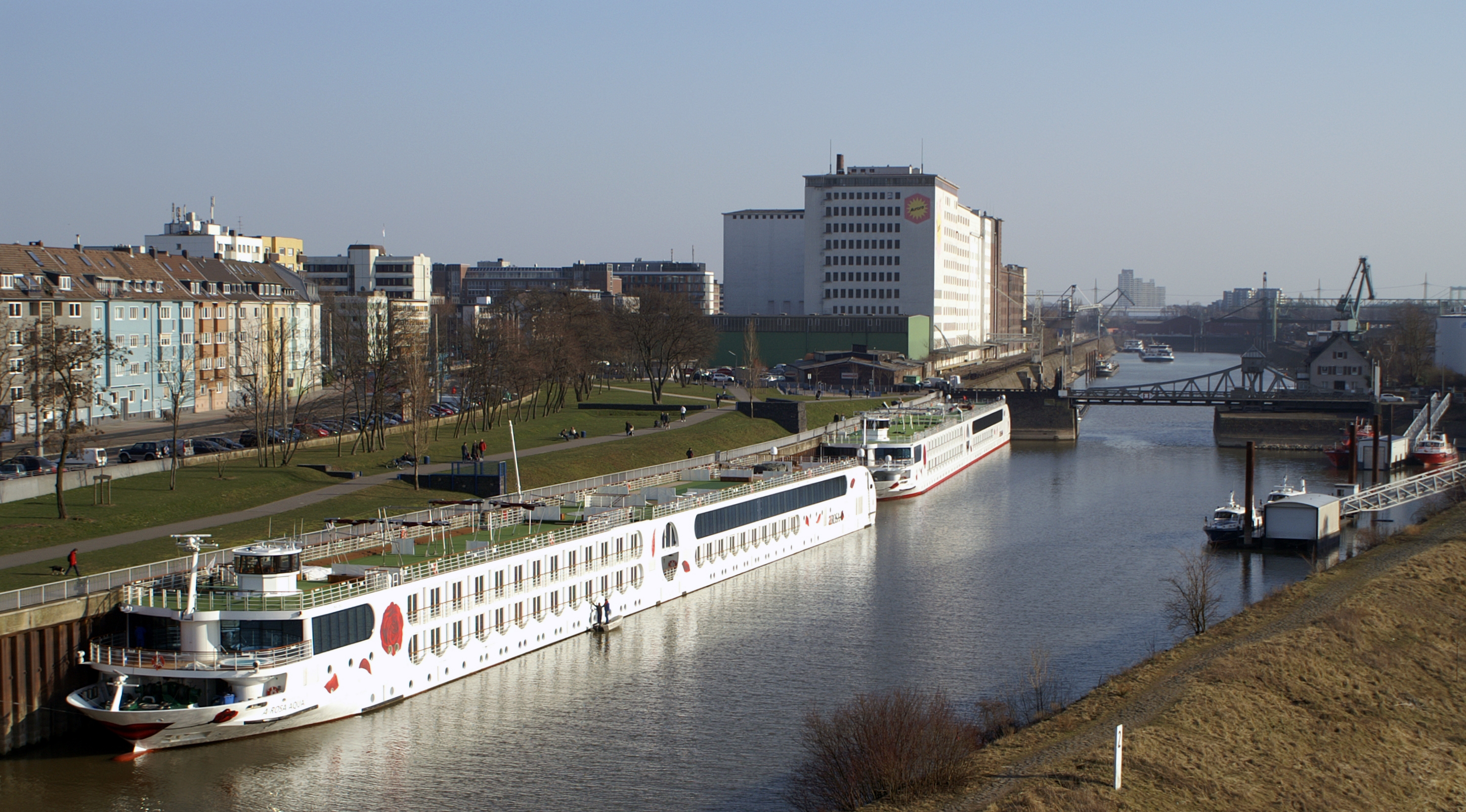
A-Rosa Brava und A-Rosa Aqua in ihrem Einsatzhafen in Köln-Deutz

Die drei Schiffe der A-ROSA-Rheinflotte verkehren je nach Jahreszeit auf 30 verschiedenen Routen. Nördlichstes angefahrenes Ziel ist Harlingen am Wattenmeer, südlichstes Basel. Die Mosel wird bis Trier befahren. Die Schiffe werden im Deutzer Hafen in Köln und in Frankfurt am Main gewartet. Ihren Heimathafen in Rostock erreichen die Schiffe seit der Werftübergabe nicht mehr.